# Fairtrade

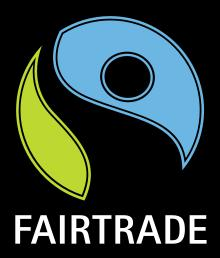
Fairtrade-märket.

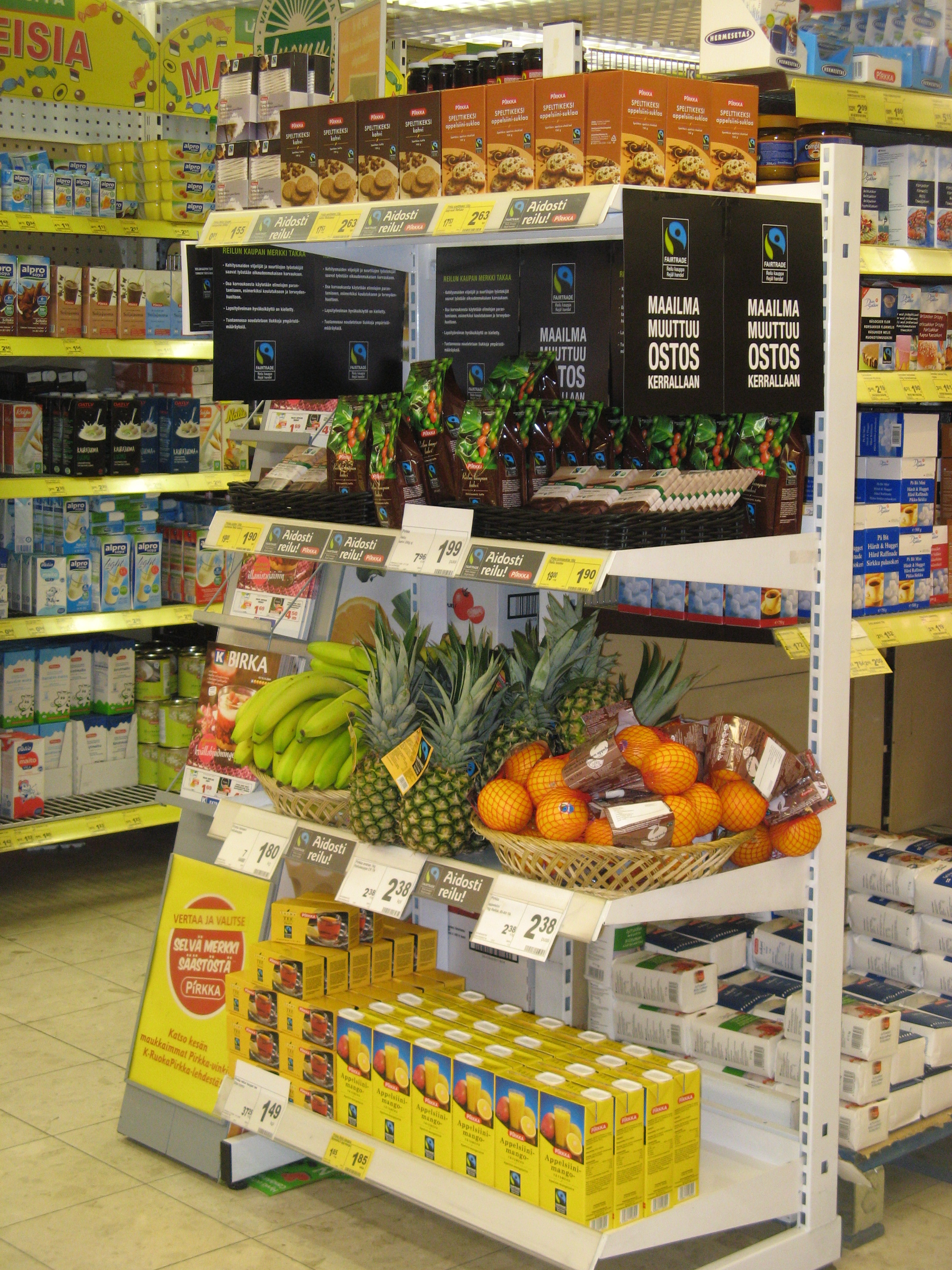
Utställning av Rättvis handel-märkta varor i en dagligvaruaffär i Åbo.

Fairtrade (tidigare Rättvisemärkt, eller Reilu Kauppa/Rejäl handel (i Finland)) är en produktmärkning av råvaror, främst livsmedel, som syftar till att förbättra arbets- och levnadsvillkor för odlare och anställda i länder med utbredd fattigdom genom rättvis handel. Märkningen innebär att produkten uppfyller de internationella Fairtrade-kriterierna, som grundar sig på ILO:s åtta kärnkonventioner. Till exempel ska bönder och arbetare ha rätt till den nationellt lagstadgade minimilönen. Fairtrade eftersträvar att gynna det första ledet i handelskedjan, där villkoren oftast är sämst.
En stor del av de Fairtrade-märkta varorna är också ekologiska och exempelvis (i Sverige) KRAV-märkta, men Fairtrade och Krav är oberoende av varandra. Fairtrade ställer dock krav på exempelvis vilka kemikalier som får användas, och uppmuntrar dessutom till ekologisk odling genom att premiera dessa ekonomiskt. Produkter som är Fairtrade-märkta är försedda med en blå och grön symbol på svart botten. Fram till 2004 användes en röd symbol.

## Organisation
Kriterier och procedurer för märkning utarbetas av Fairtrade International, en paraplyorganisation med representanter för ett tjugotal märkningsinitiativ, såsom Fairtrade Sverige, samt representanter för producentnätverken i Afrika, Latinamerika och Asien. Fairtrade International (tidigare FLO) bildades 1997 och har säte i Bonn. Kontrollen sköts av det oberoende ISO17065-ackrediterade certifieringsorganet Flocert som upprättar avtal med producentorganisationer och inspekterar produktionsställena. Inspektionerna utförs av cirka 120 inspektörer från Flocert, av vilka cirka ett hundratal är inriktade mot kontroll av just producentorganisationerna. Avgiften för Fairtrade-certifieringen betalar bland annat dessa inspektioner.

### Sverige
I Sverige representeras Fairtrade International av Fairtrade Sverige som består av ett aktiebolag, Fairtrade Sverige AB, som ägs av Landsorganisationen (LO) och Svenska kyrkan samt Föreningen för Fairtrade som har ett fyrtiotal medlemsorganisationer, däribland studieförbund, biståndsorganisationer, kyrkor och konsumentföreningar. Fairtrade International finansieras av märkningsinitiativen, genom bland annat licensintäkter från de varor som säljs på respektive marknad samt sökta organisationsbidrag. Föreningen för Fairtrade är en ideell organisation, som har i uppdrag att bilda opinion och sprida information med syfte att öka konsumentens kännedom och kunskap om Fairtrade. Föreningen finansieras genom sina medlemsorganisationer samt medel från bland andra Styrelsen för internationellt utvecklingsarbete (genom LO-TCO:s biståndsnämnd), Europeiska kommissionen (Generaldirektoratet för utveckling och samarbete) och Konsumentverket.

## Forskning och kritik

### Politisk kritik
Fairtrade Sverige har kritiserats av den borgerliga samhällsdebattören Rebecca Weidmo Uvell och Svenskt Näringsliv intresseorganisationer såsom Skattebetalarna och Slöseriombudsmannen. Kritiken har bland annat handlat om att ägarna av Fairtrade, LO och Svenska kyrkan, påstås ta ut vinster ur verksamheten och att kommuner betalar för opinionsbildning genom att de köper allt mer Fairtrade-produkter.
Fairtrade Sverige har svarat på kritiken på sin webbplats och anser att inlägget innehåller missförstånd och felaktigheter. Fairtrade tillade att Fairtrade inte handlar om politisk hemvist.

### Forskning
Fairtrade välkomnar oberoende forskning som resurs att utveckla verksamheten. Flera studier pekar på huvudsakligen positiva effekter för lantarbetare i olika länder. En rapport från Agrifood Economics Centre 2009 konstaterar positiva effekter för jordbrukarna och visar att minimipriset fungerar som försäkring vid låga världsmarknadspriser, men ifrågasätter att detta kan fungera i stor skala, utifrån en syn på småskalighet i kontrast till effektivitet och frihandel. En rapport från School of Oriental and African Studies i London diskuterar dåliga arbetsvillkor och löner för säsongsarbetare i Fairtrade-certifierade kooperativ och småföretag i Uganda och Etiopien och rekommenderar bland annat ökat stöd till fackföreningar. Andra hävdar emellertid att studien har stora metodologiska problem.